# استوارت ریردان
استوارت ریردان (انگلیسی: Stuart Reardon؛ زادهٔ ۱۳ اکتبر ۱۹۸۱) مدل و بازیکن سابق راگبی اهل بریتانیا است.